# Parchi nazionali dell'Uganda
Attualmente (2020) in Uganda vi sono circa 30 aree protette, di 10 queste hanno il rango di parchi nazionali:

| Nome                                    | Tipologia       | Anno di istituzione | Superficie (ha) | Localizzazione                                                 | Immagine |
| --------------------------------------- | --------------- | ------------------- | --------------- | -------------------------------------------------------------- | -------- |
| Parco nazionale impenetrabile di Bwindi | Parco nazionale | 1991                | 33.100          | Mappa di localizzazione: Uganda · Parchi nazionali dell'Uganda |          |
| Parco nazionale di Kibale               | Parco nazionale | 1993                | 79.500          | Mappa di localizzazione: Uganda · Parchi nazionali dell'Uganda |          |
| Parco nazionale della Kidepo Valley     | Parco nazionale | 2006                | 143.000         | Mappa di localizzazione: Uganda · Parchi nazionali dell'Uganda |          |
| Parco nazionale del lago Mburo          | Parco nazionale | 1982                | 26000           | Mappa di localizzazione: Uganda · Parchi nazionali dell'Uganda |          |
| Parco nazionale dei gorilla di Mgahinga | Parco nazionale | 1983                | 3.370           | Mappa di localizzazione: Uganda · Parchi nazionali dell'Uganda |          |
| Parco nazionale del monte Elgon         | Parco nazionale | 1993                | 112.100         | Mappa di localizzazione: Uganda · Parchi nazionali dell'Uganda |          |
| Parco nazionale delle Cascate Murchison | Parco nazionale | 1952                | 387.700         | Mappa di localizzazione: Uganda · Parchi nazionali dell'Uganda |          |
| Parco nazionale della Regina Elisabetta | Parco nazionale | 1952                | 197.800         | Mappa di localizzazione: Uganda · Parchi nazionali dell'Uganda |          |
| Parco nazionale dei Monti Rwenzori      | Parco nazionale | 1991                | 99.500          | Mappa di localizzazione: Uganda · Parchi nazionali dell'Uganda |          |
| Parco nazionale di Semuliki             | Parco nazionale | 1993                | 22.000          | Mappa di localizzazione: Uganda · Parchi nazionali dell'Uganda |          |